# Emily Carroll
Emily Carroll (London, 1983) è una fumettista e autrice di videogiochi canadese di London, Ontario.
Carroll ha iniziato nel 2010 con brevi fumetti sul web, ottenendo riconoscimento sul web con il fumetto horror His Face All Red. Da allora Carroll ha creato fumetti per varie antologie per cui ha ricevuto numerosi premi, tra cui i prestigiosi Eisner e Ignatz.

## Opere
Emily Carroll ha realizzato il suo primo fumetto web, His Face All Red, nel maggio 2010, poi pubblicato su carta nel dicembre 2011. Dopo il suo primo fumetto web, Carroll ha contribuito a diverse antologie cartacee, tra cui Explorer: Mystery Boxes, Fairy Tale Comics, Creepy e The Witching Hour. Nel 2014 è apparsa la sua antologia di fumetti Through the Woods.
Nel 2014 Carroll ha caricato in internet The Hole the Fox Did Make, strisce di fumetti horror in cui è riuscita a creare disagio anche entro i ristretti limiti formali della striscia. The Hole the Fox Did Make è stato riconosciuto da Paste Magazine come uno dei migliori fumetti del 2014.
Nel 2013 Carroll ha fatto il suo ingresso nel mondo del videogioco indipendente, creando le illustrazioni per Gone Home e collaborando con il game developer Damian Sommer per The Yawhg.

## Riconoscimenti
- Emily Carroll ha vinto il Joe Shuster Award nella categoria "Outstanding Web Comics Creator" nel 2011.[4]
- Carroll ha vinto il Pigskin Peters Award nel 2014.[5]
- Carroll ha vinto due Eisner Awards nel 2015: nella categoria "Best Graphic Album-Reprint" per Through the Woods, e nella categoria "Best Short Story" per When the Darkness Presses.
- Carroll ha vinto un Ignatz Award nella categoria "Outstanding Artist" per Through the Woods, nel 2015.[6]